# Evidence Makgopa
Evidence Makgopa (ur. 5 czerwca 2000 w prowincji Limpopo) – południowoafrykański piłkarz grający na pozycji napastnika w klubie Orlando Pirates oraz reprezentacji Południowej Afryki. W swojej karierze grał także w klubie Baroka FC. W drużynie narodowej zadebiutował 10 czerwca 2021 w meczu z Ugandą, w którym zdobył dwa gole. Został powołany na Puchar Narodów Afryki 2023.